# Michel Ndoumbé
Michel Ndoumbé (1971 –) kameruni válogatott labdarúgó.

## Mérkőzései a kameruni válogatottban
| #  | Dátum              | Ellenfél | Eredmény        | Kiírás                         | Esemény |
| -- | ------------------ | -------- | --------------- | ------------------------------ | ------- |
| 1. | 1995. december 2.  | Gabon    | 0 – 0(t.e.:3-1) | Belier d'Afrique bronzmérkőzés |         |
| 2. | 1995. december 24. | Libéria  | 1 – 0           | barátságos mérkőzés            |         |

## Sikerei, díjai
Újpest FC:
- NB1 ezüstérmes: 1994-95

Kamerun:
- Afrikai nemzetek kupája résztvevő: 1996